# ماريو بالومبو
ماريو جوزيف بالومبو (13 أبريل 1933 - 4 يوليو 2004) كان محامياً أمريكياً وسياسياً ديمقراطياً من مقاطعة كاناوا، ولاية فرجينيا.

## النشأة والتعليم
وُلد بالومبو في مانهاتن لوالديه جاك ونانسي بالومبو. تخرج بمرتبة الشرف من كلية موريس هارفي في عام 1954، حيث كان رئيس اتحاد الطلاب وحصل على جائزة لستون للتميز في التحصيل الدراسي والشخصية والرياضية، والتي مُنحت له خلال بطولة NAIA لكرة السلة. في عام 1957، تخرج من كلية القانون بجامعة فرجينيا.

## المسيرة المهنية
في عام 1958، انضم إلى شركة محاماة، عُيّنَ بالومبو ضابطاً قانونياً في الحرس الوطني الجوي لولاية فرجينيا الغربية وتقاعد في عام 1981 برتبة عقيد.
أُنتخب في مجلس الشيوخ في ولاية فرجينيا الغربية في عام 1968 وخدم خمس فترات متتالية، حيث أعيد انتخابه في 1972، 1976، 1980 و1984. خلال فترة خدمته في مجلس الشيوخ، شغل منصب رئيس لجنة التعليم من عام 1971 إلى 1972 ورئيس لجنة القضاء من عام 1973 إلى 1980.
في عام 1990، اُنتخب بالومبو نائباً للمدعي العام لإكمال فترة سابقه تشارلي براون. في عام 1992، ترشح لمنصب حاكم ولاية فرجينيا الغربية، حيث حل ثالثا في الانتخابات التمهيدية للحزب الديمقراطي خلف حاكم الولاية آنذاك جاستون كابيرتون وعضوة مجلس الشيوخ الحالية شارلوت بريت.